# アントニーン・キンスキー (1975年生のサッカー選手)
アントニーン・キンスキー（Antonín Kinský、1975年5月31日 - ）は、チェコの元サッカー選手。元チェコ代表。ポジションはゴールキーパー。

## 経歴
2002年にチェコ代表デビュー。2004年までに親善試合に5試合に出場した。また、出場機会は無かったが、UEFA EURO 2004、2006 FIFAワールドカップのメンバーでもあった。

## 代表歴

### 出場大会
- チェコ代表
  - 2006 FIFAワールドカップ

### 試合数
- 国際Aマッチ 5試合 0得点（2002年-2004年）[1]

| チェコ代表 | 国際Aマッチ | 国際Aマッチ |
| 年         | 出場        | 得点        |
| ---------- | ----------- | ----------- |
| 2002       | 3           | 0           |
| 2003       | 0           | 0           |
| 2004       | 2           | 0           |
| 通算       | 5           | 0           |